# Оскар (кинопремия, 2018)
90-я церемония вручения наград премии «Оскар» за заслуги в области кинематографа за 2017 год состоялась 4 марта 2018 года в театре «Долби» (Голливуд, Лос-Анджелес). Комик Джимми Киммел проводил церемонию второй год подряд. Номинанты были объявлены 23 января 2018 года. Дата проведения церемонии была изменена на более позднюю из-за совпадения с зимними Олимпийскими играми 2018.
Больше всего номинаций была удостоена картина Гильермо дель Торо «Форма воды» — в тринадцати категориях. По итогам церемонии кинотворение дель Торо получило премию в четырёх номинациях, в том числе «Лучший фильм» и «Лучшая режиссура». Эта картина стала вторым фильмом в фэнтезийном жанре, получившим награду в главной номинации.
22-летний американский актёр Тимоти Шаламе за роль Элио Перлмана в драме «Назови меня своим именем» был номинирован в категории «Лучшая мужская роль», тем самым став самым юным актёром, номинированным в данной категории, со времён 19-летнего Микки Руни, исполнившего роль Микки Морана в кинокартине «Юнцы в доспехах» в 1939 году.
89-летний Джеймс Айвори, написавший сценарий к указанному фильму, стал самым пожилым лауреатом премии, получив награду за «Лучший адаптированный сценарий».
Британская картина Джо Райта «Тёмные времена» принесла первую актёрскую премию исполнителю главной роли Гэри Олдмену, воплотившему образ британского премьер-министра Уинстона Черчилля, а также получила премию в номинации «Лучший грим и причёски».
Фильм Мартина МакДонна «Три билборда на границе Эббинга, Миссури» получил две актёрские награды в номинациях «Лучшая женская роль» (Фрэнсис Макдорманд) и «Лучшая мужская роль второго плана» (Сэм Рокуэлл).
Фильм Дени Вильнёва «Бегущий по лезвию 2049» получил премию в номинациях «Лучшие визуальные эффекты» и «Лучшая операторская работа», награды за которую, после четырнадцати номинаций, был удостоен английский оператор Роджер Дикинс.
Кристофер Нолан получил свою первую номинацию в категории «Лучшая режиссура» за фильм «Дюнкерк». Из восьми номинаций кинокартина была удостоена премии в трёх 
«технических» категориях: «Лучший звук», «Лучший звуковой монтаж» и «Лучший монтаж».
Воссоединение с американским режиссёром и сценаристом Полом Томасом Андерсоном для работы в фильме «Призрачная нить» стало последней ролью в карьере английского актёра Дэниела Дэй-Льюиса. Картина была номинирована в шести категориях, среди которых шестая номинация в категории «Лучшая мужская роль» для Дэниела Дэй-Льюиса и первая номинация для Лесли Мэнвилл в категории «Лучшая женская роль второго плана». Тем не менее, награды за работу в фильме был удостоен только американский дизайнер Марк Бриджес в номинации «Лучший дизайн костюмов».
Режиссёрский дебют Джордана Пила «Прочь» принёс ему первую премию в номинации «Лучший оригинальный сценарий», а также режиссёрскую номинацию.
Фильм Крейга Гиллеспи «Тоня против всех» был номинирован в двух актёрских категориях, а также представлен в номинации «Лучший монтаж». Исполнительница главной роли фигуристки Тони Хардинг Марго Робби претендовала на премию в категории «Лучшая женская роль», а Эллисон Дженни, сыгравшая роль Лавоны Фэй Голден, матери главной героини, получила награду в номинации «Лучшая женская роль второго плана».
Мультфильм «Тайна Коко» был удостоен премии в номинациях «Лучший анимационный полнометражный фильм» и «Лучшая песня к фильму».

## Список событий
| Дата                        | Событие                                                    |
| Суббота, 11 ноября 2017     | Церемония вручения специальных наград                      |
| Пятница, 5 января 2018      | Голосование номинаций (начало)                             |
| Пятница, 12 января 2018     | Голосование номинаций (завершение)                         |
| Вторник, 23 января 2018     | Объявление номинантов                                      |
| Понедельник, 5 февраля 2018 | Завтрак номинантов                                         |
| Суббота, 10 февраля 2018    | Церемония вручения наград за научно-технические достижения |
| Вторник, 20 февраля 2018    | Начало окончательного голосования                          |
| Среда, 28 февраля 2018      | Завершение окончательного голосования                      |
| Воскресенье, 4 марта 2018   | 90-я церемония вручения наград премии «Оскар»              |

## Список лауреатов и номинантов
Количество наград/номинаций (без учёта одиночных номинантов):
- 4/13: «Форма воды»
- 3/8: «Дюнкерк»
- 2/7: «Три билборда на границе Эббинга, Миссури»
- 2/6: «Тёмные времена»
- 2/5: «Бегущий по лезвию 2049»
- 2/2: «Тайна Коко»
- 1/6: «Призрачная нить»
- 1/4: «Зови меня своим именем» / «Прочь»
- 1/3: «Тоня против всех»
- 1/1: «Фантастическая женщина» / «Икар» / «Рай — это пробка на 405-м шоссе» / «Немое дитя» / «Дорогой баскетбол»
- 0/5: «Леди Бёрд»
- 0/4: «Ферма „Мадбаунд“» / «Звёздные войны: Последние джедаи»
- 0/3: «Малыш на драйве»
- 0/2: «Красавица и чудовище» / «Виктория и Абдул» / «Секретное досье»

 • Победители выделены отдельным цветом. 

### Основные категории
| Категории                                                                                           | Лауреаты и номинанты                                                                                 | Лауреаты и номинанты                                                                     |
| --------------------------------------------------------------------------------------------------- | --- | ---------------------------------------------------------------------------------------- |
| Лучший фильм Награды вручали Уоррен Битти и Фэй Данауэй                                             | • Форма воды (продюсеры: Гильермо дель Торо и Дж. Майлз Дэйл)                                        | • Форма воды (продюсеры: Гильермо дель Торо и Дж. Майлз Дэйл)                            |
| Лучший фильм Награды вручали Уоррен Битти и Фэй Данауэй                                             | • Зови меня своим именем (продюсеры: Питер Спирс, Лука Гуаданьино, Эмили Жорж и Марко Морабито)      |                                                                                          |
| Лучший фильм Награды вручали Уоррен Битти и Фэй Данауэй                                             | • Тёмные времена (продюсеры: Тим Беван, Эрик Феллнер, Лиза Брюс, Энтони Маккартен и Дуглас Урбански) |                                                                                          |
| Лучший фильм Награды вручали Уоррен Битти и Фэй Данауэй                                             | • Дюнкерк (продюсеры: Эмма Томас и Кристофер Нолан)                                                  |                                                                                          |
| Лучший фильм Награды вручали Уоррен Битти и Фэй Данауэй                                             | • Прочь (продюсеры: Шон Маккиттрик, Джейсон Блум, Эдвард Х. Хэмм-мл. и Джордан Пил)                  |                                                                                          |
| Лучший фильм Награды вручали Уоррен Битти и Фэй Данауэй                                             | • Леди Бёрд (продюсеры: Скотт Рудин, Эли Буш и Эвелин О’Нилл)                                        |                                                                                          |
| Лучший фильм Награды вручали Уоррен Битти и Фэй Данауэй                                             | • Призрачная нить (продюсеры: Джоэнн Селлар, Пол Томас Андерсон, Меган Эллисон и Дэниэл Лупи)        |                                                                                          |
| Лучший фильм Награды вручали Уоррен Битти и Фэй Данауэй                                             | • Секретное досье (продюсеры: Эми Паскаль, Стивен Спилберг и Кристи Макоско Кригер)                  |                                                                                          |
| Лучший фильм Награды вручали Уоррен Битти и Фэй Данауэй                                             | • Три билборда на границе Эббинга, Миссури (продюсеры: Грэм Бродбент, Пит Чернин и Мартин Макдонах)  |                                                                                          |
| Лучшая режиссёрская работа Награду вручала Эмма Стоун                                               | | • Гильермо дель Торо — «Форма воды»                                                      |
| Лучшая режиссёрская работа Награду вручала Эмма Стоун                                               | • Кристофер Нолан — «Дюнкерк»                                                                        |                                                                                          |
| Лучшая режиссёрская работа Награду вручала Эмма Стоун                                               | • Джордан Пил — «Прочь»                                                                              |                                                                                          |
| Лучшая режиссёрская работа Награду вручала Эмма Стоун                                               | • Грета Гервиг — «Леди Бёрд»                                                                         |                                                                                          |
| Лучшая режиссёрская работа Награду вручала Эмма Стоун                                               | • Пол Томас Андерсон — «Призрачная нить»                                                             |                                                                                          |
| Лучший актёр Награду вручали Джейн Фонда и Хелен Миррен                                             | | • Гэри Олдмен — «Тёмные времена» (за роль Уинстона Черчилля)                             |
| Лучший актёр Награду вручали Джейн Фонда и Хелен Миррен                                             | • Тимоти Шаламе — «Зови меня своим именем» (за роль Элио Перлмана)                                   |                                                                                          |
| Лучший актёр Награду вручали Джейн Фонда и Хелен Миррен                                             | • Дэниел Дэй-Льюис — «Призрачная нить» (за роль Рейнольдса Вудкока)                                  |                                                                                          |
| Лучший актёр Награду вручали Джейн Фонда и Хелен Миррен                                             | • Дэниел Калуя — «Прочь» (за роль Криса Вашингтона)                                                  |                                                                                          |
| Лучший актёр Награду вручали Джейн Фонда и Хелен Миррен                                             | • Дензел Вашингтон — «Роман Израэл, Esq.» (за роль Романа Дж. Израэля)                               |                                                                                          |
| Лучшая актриса Награду вручали Дженнифер Лоуренс и Джоди Фостер                                     | | • Фрэнсис Макдорманд — «Три билборда на границе Эббинга, Миссури» (за роль Милдред Хейз) |
| Лучшая актриса Награду вручали Дженнифер Лоуренс и Джоди Фостер                                     | • Салли Хокинс — «Форма воды» (за роль Элайзы Эспозито)                                              |                                                                                          |
| Лучшая актриса Награду вручали Дженнифер Лоуренс и Джоди Фостер                                     | • Марго Робби — «Тоня против всех» (за роль Тони Хардинг)                                            |                                                                                          |
| Лучшая актриса Награду вручали Дженнифер Лоуренс и Джоди Фостер                                     | • Сирша Ронан — «Леди Бёрд» (за роль Кристин Макферсон)                                              |                                                                                          |
| Лучшая актриса Награду вручали Дженнифер Лоуренс и Джоди Фостер                                     | • Мерил Стрип — «Секретное досье» (за роль Кэй Грэм)                                                 |                                                                                          |
| Лучший актёр второго плана Награду вручала Виола Дэвис                                              | | • Сэм Рокуэлл — «Три билборда на границе Эббинга, Миссури» (за роль Джейсона Диксона)    |
| Лучший актёр второго плана Награду вручала Виола Дэвис                                              | • Уиллем Дефо — «Проект „Флорида“» (за роль Бобби Хикса)                                             |                                                                                          |
| Лучший актёр второго плана Награду вручала Виола Дэвис                                              | • Вуди Харрельсон — «Три билборда на границе Эббинга, Миссури» (за роль Билла Уиллоуби)              |                                                                                          |
| Лучший актёр второго плана Награду вручала Виола Дэвис                                              | • Ричард Дженкинс — «Форма воды» (за роль Джайлса)                                                   |                                                                                          |
| Лучший актёр второго плана Награду вручала Виола Дэвис                                              | • Кристофер Пламмер — «Все деньги мира» (за роль Дж. Пола Гетти)                                     |                                                                                          |
| Лучшая актриса второго плана Награду вручал Махершала Али                                           | | • Эллисон Дженни — «Тоня против всех» (за роль Лавоны Голден)                            |
| Лучшая актриса второго плана Награду вручал Махершала Али                                           | • Мэри Джей Блайдж — «Ферма „Мадбаунд“» (за роль Флоренс Джексон)                                    |                                                                                          |
| Лучшая актриса второго плана Награду вручал Махершала Али                                           | • Лесли Мэнвилл — «Призрачная нить» (за роль Сирил Вудкок)                                           |                                                                                          |
| Лучшая актриса второго плана Награду вручал Махершала Али                                           | • Лори Меткалф — «Леди Бёрд» (за роль Мэрион Макферсон)                                              |                                                                                          |
| Лучшая актриса второго плана Награду вручал Махершала Али                                           | • Октавия Спенсер — «Форма воды» (за роль Зельды Фуллер)                                             |                                                                                          |
| Лучший оригинальный сценарий Награду вручала Николь Кидман                                          | | • Джордан Пил — «Прочь»                                                                  |
| Лучший оригинальный сценарий Награду вручала Николь Кидман                                          | • Эмили В. Гордон и Кумэйл Нанджиани — «Любовь — болезнь»                                            |                                                                                          |
| Лучший оригинальный сценарий Награду вручала Николь Кидман                                          | • Грета Гервиг — «Леди Бёрд»                                                                         |                                                                                          |
| Лучший оригинальный сценарий Награду вручала Николь Кидман                                          | • Гильермо дель Торо и Ванесса Тейлор — «Форма воды»                                                 |                                                                                          |
| Лучший оригинальный сценарий Награду вручала Николь Кидман                                          | • Мартин Макдонах — «Три билборда на границе Эббинга, Миссури»                                       |                                                                                          |
| Лучший адаптированный сценарий Награду вручали Чедвик Боузман и Марго Робби                         | | • Джеймс Айвори — «Зови меня своим именем»                                               |
| Лучший адаптированный сценарий Награду вручали Чедвик Боузман и Марго Робби                         | • Скотт Нойстедтер и Майкл Х. Уэбер — «Горе-творец»                                                  |                                                                                          |
| Лучший адаптированный сценарий Награду вручали Чедвик Боузман и Марго Робби                         | • Скотт Фрэнк, Джеймс Мэнголд и Майкл Грин — «Логан»                                                 |                                                                                          |
| Лучший адаптированный сценарий Награду вручали Чедвик Боузман и Марго Робби                         | • Аарон Соркин — «Большая игра»                                                                      |                                                                                          |
| Лучший адаптированный сценарий Награду вручали Чедвик Боузман и Марго Робби                         | • Вирджил Уильямс и Ди Рис — «Ферма „Мадбаунд“»                                                      |                                                                                          |
| Лучший анимационный полнометражный фильм Награды вручали Оскар Айзек, Марк Хэмилл и Келли Мэри Тран | • Тайна Коко / Coco (Ли Анкрич и Дарла К. Андерсон)                                                  | • Тайна Коко / Coco (Ли Анкрич и Дарла К. Андерсон)                                      |
| Лучший анимационный полнометражный фильм Награды вручали Оскар Айзек, Марк Хэмилл и Келли Мэри Тран | • Босс-молокосос / The Boss Baby (Том Макграт и Рэмси Энн Наито)                                     |                                                                                          |
| Лучший анимационный полнометражный фильм Награды вручали Оскар Айзек, Марк Хэмилл и Келли Мэри Тран | • Добытчица / The Breadwinner (Нора Туми и Энтони Лео)                                               |                                                                                          |
| Лучший анимационный полнометражный фильм Награды вручали Оскар Айзек, Марк Хэмилл и Келли Мэри Тран | • Фердинанд / Ferdinand (Карлус Салданья)                                                            |                                                                                          |
| Лучший анимационный полнометражный фильм Награды вручали Оскар Айзек, Марк Хэмилл и Келли Мэри Тран | • Ван Гог. С любовью, Винсент / Loving Vincent (Дорота Кобела, Хью Уэлшман и Айван Мактаггарт)       |                                                                                          |
| Лучший фильм на иностранном языке Награду вручала Рита Морено                                       | • Фантастическая женщина / Una mujer fantástica (Чили), реж. Себастьян Лелио                         | • Фантастическая женщина / Una mujer fantástica (Чили), реж. Себастьян Лелио             |
| Лучший фильм на иностранном языке Награду вручала Рита Морено                                       | • Оскорбление / L’Insulte (Ливан), реж. Зиад Дуэри                                                   |                                                                                          |
| Лучший фильм на иностранном языке Награду вручала Рита Морено                                       | • Нелюбовь (Россия), реж. Андрей Звягинцев                                                           |                                                                                          |
| Лучший фильм на иностранном языке Награду вручала Рита Морено                                       | • О теле и душе / Testről és lélekről (Венгрия), реж. Ильдико Эньеди                                 |                                                                                          |
| Лучший фильм на иностранном языке Награду вручала Рита Морено                                       | • Квадрат / The Square (Швеция), реж. Рубен Эстлунд                                                  |                                                                                          |

### Другие категории
| Категории                                                                                             | Лауреаты и номинанты                                                                                 | Лауреаты и номинанты                                                                   |
| --- | --- | -------------------------------------------------------------------------------------- |
| Лучшая музыка к фильму Награду вручал Кристофер Уокен                                                 | | • Александр Деспла — «Форма воды»                                                      |
| Лучшая музыка к фильму Награду вручал Кристофер Уокен                                                 | • Ханс Циммер — «Дюнкерк»                                                                            |                                                                                        |
| Лучшая музыка к фильму Награду вручал Кристофер Уокен                                                 | • Джонни Гринвуд — «Призрачная нить»                                                                 |                                                                                        |
| Лучшая музыка к фильму Награду вручал Кристофер Уокен                                                 | • Джон Уильямс — «Звёздные войны: Последние джедаи»                                                  |                                                                                        |
| Лучшая музыка к фильму Награду вручал Кристофер Уокен                                                 | • Картер Бёруэлл — «Три билборда на границе Эббинга, Миссури»                                        |                                                                                        |
| Лучшая песня к фильму Награды вручали Лин-Мануэль Миранда и Эмили Блант                               | • Remember Me — «Тайна Коко» — музыка и слова: Кристен Андерсон-Лопес и Роберт Лопес                 | • Remember Me — «Тайна Коко» — музыка и слова: Кристен Андерсон-Лопес и Роберт Лопес   |
| Лучшая песня к фильму Награды вручали Лин-Мануэль Миранда и Эмили Блант                               | • Mighty River — «Ферма „Мадбаунд“» — музыка и слова: Мэри Джей Блайдж, Рафаэл Садик и Таура Стинсон |                                                                                        |
| Лучшая песня к фильму Награды вручали Лин-Мануэль Миранда и Эмили Блант                               | • Mystery of Love — «Зови меня своим именем» — музыка и слова: Суфьян Стивенс                        |                                                                                        |
| Лучшая песня к фильму Награды вручали Лин-Мануэль Миранда и Эмили Блант                               | • Stand Up for Something — «Маршалл» — музыка и слова: Дайан Уоррен, слова: Common                   |                                                                                        |
| Лучшая песня к фильму Награды вручали Лин-Мануэль Миранда и Эмили Блант                               | • This Is Me — «Величайший шоумен» — музыка и слова: Бендж Пасек и Джастин Пол                       |                                                                                        |
| Лучший монтаж Награду вручал Мэттью Макконахи                                                         | • Ли Смит — «Дюнкерк»                                                                                | • Ли Смит — «Дюнкерк»                                                                  |
| Лучший монтаж Награду вручал Мэттью Макконахи                                                         | • Пол Мачлисс и Джонатан Амос — «Малыш на драйве»                                                    |                                                                                        |
| Лучший монтаж Награду вручал Мэттью Макконахи                                                         | • Татьяна С. Ригел — «Тоня против всех»                                                              |                                                                                        |
| Лучший монтаж Награду вручал Мэттью Макконахи                                                         | • Сидни Волински — «Форма воды»                                                                      |                                                                                        |
| Лучший монтаж Награду вручал Мэттью Макконахи                                                         | • Джон Грегори — «Три билборда на границе Эббинга, Миссури»                                          |                                                                                        |
| Лучшая операторская работа Награду вручала Сандра Буллок                                              | | • Роджер Дикинс — «Бегущий по лезвию 2049»                                             |
| Лучшая операторская работа Награду вручала Сандра Буллок                                              | • Брюно Дельбоннель — «Тёмные времена»                                                               |                                                                                        |
| Лучшая операторская работа Награду вручала Сандра Буллок                                              | • Хойте Ван Хойтема — «Дюнкерк»                                                                      |                                                                                        |
| Лучшая операторская работа Награду вручала Сандра Буллок                                              | • Рэйчел Моррисон — «Ферма „Мадбаунд“»                                                               |                                                                                        |
| Лучшая операторская работа Награду вручала Сандра Буллок                                              | • Дан Лаустсен — «Форма воды»                                                                        |                                                                                        |
| Лучшая работа художника Награды вручали Лупита Нионго и Кумэйл Нанджиани                              | • Пол Д. Остерберри (постановщик), Шэйн Виё и Джефф Мелвин (декораторы) — «Форма воды»               | • Пол Д. Остерберри (постановщик), Шэйн Виё и Джефф Мелвин (декораторы) — «Форма воды» |
| Лучшая работа художника Награды вручали Лупита Нионго и Кумэйл Нанджиани                              | • Сара Гринвуд (постановщик), Кэти Спенсер (декоратор) — «Красавица и чудовище»                      |                                                                                        |
| Лучшая работа художника Награды вручали Лупита Нионго и Кумэйл Нанджиани                              | • Деннис Гасснер (постановщик), Алессандра Керцола (декоратор) — «Бегущий по лезвию 2049»            |                                                                                        |
| Лучшая работа художника Награды вручали Лупита Нионго и Кумэйл Нанджиани                              | • Сара Гринвуд (постановщик), Кэти Спенсер (декоратор) — «Тёмные времена»                            |                                                                                        |
| Лучшая работа художника Награды вручали Лупита Нионго и Кумэйл Нанджиани                              | • Нэйтан Краули (постановщик), Гари Феттис (декоратор) — «Дюнкерк»                                   |                                                                                        |
| Лучший дизайн костюмов Награду вручала Эва Мари Сейнт                                                 | • Марк Бриджес — «Призрачная нить»                                                                   | • Марк Бриджес — «Призрачная нить»                                                     |
| Лучший дизайн костюмов Награду вручала Эва Мари Сейнт                                                 | • Жаклин Дюрран — «Красавица и чудовище»                                                             |                                                                                        |
| Лучший дизайн костюмов Награду вручала Эва Мари Сейнт                                                 | • Жаклин Дюрран — «Тёмные времена»                                                                   |                                                                                        |
| Лучший дизайн костюмов Награду вручала Эва Мари Сейнт                                                 | • Луис Секейра — «Форма воды»                                                                        |                                                                                        |
| Лучший дизайн костюмов Награду вручала Эва Мари Сейнт                                                 | • Консолата Бойл — «Виктория и Абдул»                                                                |                                                                                        |
| Лучший звук Награды вручали Эйса Гонсалес и Энсел Эльгорт                                             | • Марк Вайнгартен, Грегг Ландакер и Гэри А. Риццо — «Дюнкерк»                                        | • Марк Вайнгартен, Грегг Ландакер и Гэри А. Риццо — «Дюнкерк»                          |
| Лучший звук Награды вручали Эйса Гонсалес и Энсел Эльгорт                                             | • Джулиан Слейтер, Тим Кавагин и Мэри Х. Эллис — «Малыш на драйве»                                   |                                                                                        |
| Лучший звук Награды вручали Эйса Гонсалес и Энсел Эльгорт                                             | • Рон Бартлетт, Даг Хемфилл и Мак Рут — «Бегущий по лезвию 2049»                                     |                                                                                        |
| Лучший звук Награды вручали Эйса Гонсалес и Энсел Эльгорт                                             | • Кристиан Кук, Брэд Зоерн и Глен Готье — «Форма воды»                                               |                                                                                        |
| Лучший звук Награды вручали Эйса Гонсалес и Энсел Эльгорт                                             | • Дэвид Паркер, Майкл Семаник, Рен Клайс и Стюарт Уилсон — «Звёздные войны: Последние джедаи»        |                                                                                        |
| Лучший звуковой монтаж Награды вручали Эйса Гонсалес и Энсел Эльгорт                                  | • Ричард Кинг и Алекс Гибсон — «Дюнкерк»                                                             | • Ричард Кинг и Алекс Гибсон — «Дюнкерк»                                               |
| Лучший звуковой монтаж Награды вручали Эйса Гонсалес и Энсел Эльгорт                                  | • Джулиан Слейтер — «Малыш на драйве»                                                                |                                                                                        |
| Лучший звуковой монтаж Награды вручали Эйса Гонсалес и Энсел Эльгорт                                  | • Марк Манджини и Тео Грин — «Бегущий по лезвию 2049»                                                |                                                                                        |
| Лучший звуковой монтаж Награды вручали Эйса Гонсалес и Энсел Эльгорт                                  | • Натан Робитэйл и Нельсон Феррейра — «Форма воды»                                                   |                                                                                        |
| Лучший звуковой монтаж Награды вручали Эйса Гонсалес и Энсел Эльгорт                                  | • Мэттью Вуд и Рен Клайс — «Звёздные войны: Последние джедаи»                                        |                                                                                        |
| Лучшие визуальные эффекты Награду вручали Том Холланд и Джина Родригес                                | • Джон Нельсон, Герд Нефцер, Пол Ламберт, и Ричард Р. Гувер — «Бегущий по лезвию 2049»               | • Джон Нельсон, Герд Нефцер, Пол Ламберт, и Ричард Р. Гувер — «Бегущий по лезвию 2049» |
| Лучшие визуальные эффекты Награду вручали Том Холланд и Джина Родригес                                | • Кристофер Таунсенд, Гай Уильямс, Джонатан Фокнер и Дэн Судик — «Стражи Галактики. Часть 2»         |                                                                                        |
| Лучшие визуальные эффекты Награду вручали Том Холланд и Джина Родригес                                | • Стивен Розенбаум, Джефф Уайт, Скотт Бенца и Майкл Мейнардус — «Конг: Остров черепа»                |                                                                                        |
| Лучшие визуальные эффекты Награду вручали Том Холланд и Джина Родригес                                | • Бен Моррис, Майкл Малхолланд, Нил Скэнлэн, Крис Корбоулд — «Звёздные войны: Последние джедаи»      |                                                                                        |
| Лучшие визуальные эффекты Награду вручали Том Холланд и Джина Родригес                                | • Джо Леттери, Дэниел Барретт, Дэн Леммон и Джоэл Вист — «Планета обезьян: Война»                    |                                                                                        |
| Лучший грим и причёски Награды вручали Галь Гадот и Арми Хаммер                                       | • Кадзухиро Цудзи, Дэвид Малиновски и Люси Сиббик — «Тёмные времена»                                 | • Кадзухиро Цудзи, Дэвид Малиновски и Люси Сиббик — «Тёмные времена»                   |
| Лучший грим и причёски Награды вручали Галь Гадот и Арми Хаммер                                       | • Дэниел Филлипс и Лу Шеппард — «Виктория и Абдул»                                                   |                                                                                        |
| Лучший грим и причёски Награды вручали Галь Гадот и Арми Хаммер                                       | • Арьен Туйтен — «Чудо»                                                                              |                                                                                        |
| Лучший документальный полнометражный фильм Награды вручали Грета Гервиг и Лора Дерн                   | • Икар / Icarus (Брайан Фогель и Дэн Коган)                                                          | • Икар / Icarus (Брайан Фогель и Дэн Коган)                                            |
| Лучший документальный полнометражный фильм Награды вручали Грета Гервиг и Лора Дерн                   | • Абакус / Abacus: Small Enough to Jail (Стив Джеймс, Марк Миттен и Джули Голдман)                   |                                                                                        |
| Лучший документальный полнометражный фильм Награды вручали Грета Гервиг и Лора Дерн                   | • Лица, деревни / Visages, villages (Аньес Варда, JR и Розали Варда)                                 |                                                                                        |
| Лучший документальный полнометражный фильм Награды вручали Грета Гервиг и Лора Дерн                   | • Последние люди Алеппо / De sidste mænd i Aleppo (Фирас Файяд, Карим Абид и Сёрен Стен Йесперсен)   |                                                                                        |
| Лучший документальный полнометражный фильм Награды вручали Грета Гервиг и Лора Дерн                   | • Стронг-Айленд / Strong Island (Янс Форд и Джослин Барнс)                                           |                                                                                        |
| Лучший документальный короткометражный фильм Награду вручали Тиффани Хэддиш и Майя Рудольф            | • Рай — это пробка на 405-м шоссе / Heaven Is a Traffic Jam on the 405 (Фрэнк Стифел)                | • Рай — это пробка на 405-м шоссе / Heaven Is a Traffic Jam on the 405 (Фрэнк Стифел)  |
| Лучший документальный короткометражный фильм Награду вручали Тиффани Хэддиш и Майя Рудольф            | • Эдит+Эдди / Edith+Eddie (Лора Чековей и Томас Ли Райт)                                             |                                                                                        |
| Лучший документальный короткометражный фильм Награду вручали Тиффани Хэддиш и Майя Рудольф            | • Героин(я) / Heroin(e) (Элейн Макмиллион Шелдон и Керрин Шелдон)                                    |                                                                                        |
| Лучший документальный короткометражный фильм Награду вручали Тиффани Хэддиш и Майя Рудольф            | • Искусство ножа / Knife Skills (Томас Леннон)                                                       |                                                                                        |
| Лучший документальный короткометражный фильм Награду вручали Тиффани Хэддиш и Майя Рудольф            | • Остановка / Traffic Stop (Кейт Дэвис и Дэвид Хейлбронер)                                           |                                                                                        |
| Лучший игровой короткометражный фильм Награду вручали Тиффани Хэддиш и Майя Рудольф                   | • Немое дитя / The Silent Child (Крис Овертон и Рэйчел Шентон)                                       | • Немое дитя / The Silent Child (Крис Овертон и Рэйчел Шентон)                         |
| Лучший игровой короткометражный фильм Награду вручали Тиффани Хэддиш и Майя Рудольф                   | • Начальная школа Де-Калб / DeKalb Elementary (Рид Ван Дайк)                                         |                                                                                        |
| Лучший игровой короткометражный фильм Награду вручали Тиффани Хэддиш и Майя Рудольф                   | • 11 часов / The Eleven O’Clock (Дерин Сил и Джош Лоусон)                                            |                                                                                        |
| Лучший игровой короткометражный фильм Награду вручали Тиффани Хэддиш и Майя Рудольф                   | • Мой племянник Эммет / My Nephew Emmett (Кевин Уилсон-мл.)                                          |                                                                                        |
| Лучший игровой короткометражный фильм Награду вручали Тиффани Хэддиш и Майя Рудольф                   | • Watu Wote: Все мы / Watu Wote — All of us (Катя Бенрат и Тобиас Розен)                             |                                                                                        |
| Лучший анимационный короткометражный фильм Награды вручали Оскар Айзек, Марк Хэмилл и Келли Мэри Тран | • Дорогой баскетбол / Dear Basketball (Глен Кин и Коби Брайант)                                      | • Дорогой баскетбол / Dear Basketball (Глен Кин и Коби Брайант)                        |
| Лучший анимационный короткометражный фильм Награды вручали Оскар Айзек, Марк Хэмилл и Келли Мэри Тран | • Вечеринка в саду / Garden Party (Виктор Кэр и Габриэль Грапперон)                                  |                                                                                        |
| Лучший анимационный короткометражный фильм Награды вручали Оскар Айзек, Марк Хэмилл и Келли Мэри Тран | • Лу / Lou (Дэйв Маллинз и Дана Мюррей)                                                              |                                                                                        |
| Лучший анимационный короткометражный фильм Награды вручали Оскар Айзек, Марк Хэмилл и Келли Мэри Тран | • Пустое место / Negative Space (Макс Портер и Ру Кувахата)                                          |                                                                                        |
| Лучший анимационный короткометражный фильм Награды вручали Оскар Айзек, Марк Хэмилл и Келли Мэри Тран | • Хулиганские сказки / Revolting Rhymes (Джейкоб Шух и Ян Лачауэр)                                   |                                                                                        |

## Специальные награды
Вручение специальных наград состоялось в субботу, 11 ноября 2017 года в Hollywood & Highland Center, на 9-й церемонии Governors Awards. Лауреаты были объявлены 6 сентября 2017 года, по итогам голосования Совета управляющих киноакадемии (5 сентября 2017).

### Почётный «Оскар»
- Чарльз Бёрнетт[англ.] — американский режиссёр, сценарист и оператор;
- Оуэн Ройзман — американский кинооператор;
- Дональд Сазерленд — канадский актёр;
- Аньес Варда — французский режиссёр.

### Премия за особые достижения
- Алехандро Г. Иньярриту — за создание короткометражного фильма-инсталляции виртуальной реальности «Плоть и песок[англ.]»[9].